# Капсал
Капса́л (бур. Хабшал — «ущелье») — село в Эхирит-Булагатском районе Иркутской области. Административный центр Капсальского муниципального образования.

## География
Находится в 16 км к юго-западу от районного центра, посёлка Усть-Ордынский, на правом берегу реки Куды.

## Население
По данным Всероссийской переписи, в 2010 году в селе проживали 464 человека (232 мужчины и 232 женщины).
| 2002 | 2010 | 2011 | 2012 |
| ---- | ---- | ---- | ---- |
| 435  | ↗464 | ↘462 | ↘446 |